# Oscar Schöller
Oscar Luis Schöller (Genova, 18 aprile 1882 – Svizzera, febbraio 1968) è stato un calciatore italiano, di ruolo mediano.

## Biografia
Il padre August era di origine tedesca ma trasferitosi in giovane età a Livorno, mentre la madre era Berta Allgeyer, figlia dell'industriale tessile Ludwig Allgeyer. Rimasto orfano di madre fu inviato a Losanna per completare gli studi e lì ebbe il suo primo approccio con il calcio. Diplomatosi a Stoccarda, si trasferì in Inghilterra per perfezionare il proprio inglese e dove continuò a giocare a calcio. Tornato a Genova, entrò in contatto con James Spensley per divenire socio del Genoa; fu profondamente legato a Spensley sino allo scoppiò della prima guerra mondiale, evento che portò l'inglese a chiudere ogni rapporto a causa delle origini tedesche di Schoeller. Lavorò per la ditta di famiglia a nel capoluogo ligure.

## Carriera
Visse la maggior parte della sua carriera calcistica tra le file del Genoa, giocandovi dal 1901 al 1904, pur restando socio del club sino al 1908. Il suo stile di gioco fortemente temperamentale lo portò a essere conosciuto a Genova con il soprannome "O maxelâ do Cricket", il macellaio del Genoa.
Nel campionato del 1902 giocò il primo derby genovese mai disputato (domenica 9 marzo 1902), che vide i rossoblù vincere sull'Andrea Doria per 3-1 nel girone eliminatorio Ligure.
Il Genoa, al termine del torneo conquistò lo scudetto.
Tornò a vestire il rossoblu in una competizione ufficiale il 27 marzo 1904 a Genova, nel Campo Sportivo di Ponte Carrega nella finale del campionato del 1904 contro la Juventus. Il match terminò 1 a 0 a favore dei rossoblù e Schoeller giocò da mediano sinistro.
Con il Grifone Schoeller giocò anche 7 incontri di Palla Dapples.
Nel 1908 è tra le file del Firenze FBC, club nato proprio quell'anno.

## Palmarès

### Calciatore

#### Club

##### Competizioni nazionali
- Campionato italiano: 2

Genoa: 1902, 1904